# 無患子斑蚜
無患子斑蚜（学名：Tinocallis insularis）为斑蚜科長斑蚜屬下的一个种。